# 심윤술
심윤술(沈尹戌, ? ~ 기원전 506년)은 초나라의 대부로, 초나라의 좌사마(左司馬) 겸 총사령관이 되어 오나라의 공격을 막아내려 했지만 대패하고 전사한다.

## 가계
심윤술(沈尹戌)은 초장왕의 후손이며 초나라 영윤 심제량(沈諸梁)의 아버지이다.

## 생애
채나라가 오나라와 동맹을 맺고, 오나라의 합려는 손무를 총사령관으로 삼아 초나라를 침공하였다. 초 소왕은 심윤술을 좌사마(左司馬) 겸 총사령관으로 삼고 영윤 낭와(자상)를 우사마(右司馬) 겸 부사령관으로 삼아 손무를 막아내게 했으나, 낭와(자상)가 심윤술의 명을 따르지 않고 자기 멋대로 군사를 움직였다가 크게 패하였다.
좌사마 심윤술(沈尹戌)은 오군의 전략을 간파하고 영윤 낭와와 양동 작전을 구사했다. 오군이 회하로 이동해서 육지를 침투할 예정이므로 낭와(囊瓦)는 오군의 진격 방향 앞에서 막고 자신은 오군의 배후로 돌아가서 협공하자는 것이었다. 그런데 낭와는 심윤술과 전공 경쟁에서 불리할 것 같다는 판단에 애초 작전대로 심윤술과 오군을 협공하지 않고 혼자서 오군과 접전을 벌이고자 했다. 결국 낭와는 오군의 전략에 말려 처참하게 패배를 당하고, 이 소식을 듣고 급히 구원을 온 심윤술마저도 장렬히 싸우다 전사했다.
이로써 오군은 초군과 5번 싸워서 5번 모두 이겼다. 오군은 여세를 몰아서 마침내 초나라 수도를 점령한다.
초가 멸국의 위기에 놓이자 신포서(申包胥)는 진(秦)으로 달려가 구원병을 요청했다. 진은 처음에 파병을 반대했지만 신포서가 진나라 조정에서 7일 밤낮을 통곡하자 진 애공(哀公)은 그의 진심에 감동하고 파병을 결정했다. “초나라가 비록 무도하다고 하더라도 이와 같은 충신이 있으니 어찌 살리지 않을 수 있겠는가!” 진의 구원병이 도착하고 오군에 내란이 생겨 초는 멸국의 위기에서 벗어날 수 있었다.— <신정근의 동양철학 톺아보기 - 손자 ➐ 이론과 실제 겸비가 손자병법의 핵심>

## 참조
1. ↑  열국지
2. ↑  손자병법
3. ↑  명장
4. ↑  신정근의 동양철학 톺아보기 - 손자 ➐ 이론과 실제 겸비가 손자병법의 핵심

## 같이 보기
| - 춘추전국시대 - 심나라 - 초나라 - 진(晉)나라 - 진(陳)나라 - 채나라 - 오나라 - 진(秦)나라 | - 심제량 - 초 소왕 - 손무 - 오자서 - 합려 - 채 소후 - 신포서 - 손자병법 |